# SOUTH (沖縄のレゲエバンド)
SOUTH（サウス）は、沖縄県南部出身のオキナワン・レゲエポップ3人組。

## メンバー
- T-DA （ ティーダ / 9月9日 / 糸満市出身 ）
- Any-Key（ エニー・キー / 2月21日 那覇市出身 ）
- DJ Tossy（ディージェイ トシ 2013年加入）

## 略歴
2003年結成。
2005年、2曲入りデモCDリリース。1ヶ月で500枚即完売。
2006年、初のフルアルバム『Peace-Full-Piace』（沖縄限定）でインディーズデビュー。沖縄だけで5000枚以上のセールス。
2007年、シングル『南人生活～サザンチュタイム～』（沖縄限定）が初の沖縄チャート1位（タワーレコード那覇店チャート・FM沖縄チャート）。以降3ヶ月に渡り、両チャートTOP10に食い込むロングセールスを記録し彼らの代表曲になる。
2008年、沖縄のビッグフェスの一つ『Japan Reggae Festa in OKINAWA』に沖縄代表として出演。同年結成5周年ワンマンライブ『We Love SOUTH』実施。結成5年目の節目に、自身のワンマンライブでは過去最多の450人を動員。
2009年、アルバム『SOUTH SUMMER SELECT』にて全国デビュー。リリース後、東阪・九州延べ11都道府県40本のライブを約1ヶ月強で敢行!!各地でのインストア・ライブでは新人らしからぬ実売を挙げ、ディーラー関係者から高い評価を得る。
特に沖縄民謡界の大御所・古謝美佐子（初代ネーネーズ）を招いた反戦ソング「終わりなきモノ」は原爆被災地の長崎や特攻隊宿舎があった鹿児島での反響が大きかった。
2010年、全国第2弾アルバム『WONDERFULDAYS』リリース。初の映画主題歌となった「ONE MY LIFE」,多和田えみFeat.「Natural Place」収録。沖縄国際アジア音楽祭メインステージ出演。ビルボード1位レゲエアーティストショーン・ポール沖縄公演のオープニングアクトを務める。
7月21日 2ヶ月連続配信限定シングル第1弾『CHANGE THE WORLD』リリース。
8月4日 2ヶ月連続配信限定シングル第2弾『炎JOYセニョリータ 』リリース。
2011年、大阪のアーティストを中心としたコンピレーションアルバム「N×C」に沖縄代表として参加。同年、それまで所属していた沖縄の事務所を離れ、活動拠点を東京に移す。
2012年、それまで、サポートDJとして関わっていた DJ Tossy が正式メンバーに加入。3月シングル【Day by Day】をライブ会場限定で発売。8月シングル【炎JOY♂セニョリータ】全国HMV限定で発売。
2013年、7月17日 Newアルバムが全国発売決定。

## ディスコグラフィー

### 沖縄限定CD

#### シングル
- 2005年 冬のレゲエストーリー / ウルフTHEナイト
- 2006年 ギュッ♪とBeer
- 2007年 南人生活～サザンチュタイム～
- 2008年 夏☆一番!!

#### アルバム
- 2006年 Peace-Full-Piece
- 2008年 ウォーキング･アップ

### 全国流通

#### アルバム
- 2009年 SOUTH SUMMER SELECT
- 2010年 WONDERFULDAYS

#### シングル
- 2012年3月 Day by Day
- 2012年8月 炎JOY♂セニョリータ

### 関連作品
- 2006年 V.A.愛詩 小さな島から大きな愛のうた（沖縄限定作品）
- 2007年 V.A.GOAL for Dream!(沖縄限定作品：FC琉球応援作品)
- 2007年 V.A.SYSTER KAYA 『たからもの3』参加
- 2012年 V.A ［N×C] 参加